# Elleanthus longibracteatus
Elleanthus longibracteatus är en orkidéart som först beskrevs av John Lindley och August Heinrich Rudolf Grisebach, och fick sitt nu gällande namn av William Fawcett. Elleanthus longibracteatus ingår i släktet Elleanthus och familjen orkidéer. Inga underarter finns listade i Catalogue of Life.